# Margalida Grimalt Reynés
Margalida Grimalt Reynés   (sa Pobla, 19 de març de 1982) és una actriu de teatre i televisió i també terapeuta gestalt mallorquina. És coneguda per les seves representacions televisives en sèries com ara La Riera, Les coses grans o Vallterra, entre d'altres.
Margalida Grimalt-Reynés va néixer a Sa Pobla (Mallorca) l'any 1982 i va iniciar la seva trajectòria teatral al Teatre Sans de Palma. Durant l'adolescència es va mudar a Barcelona, on va cursar i es va graduar en estudis d'Art dramàtic a l'Institut del Teatre de Barcelona i va cursar un grau mitjà en dansa clàssica al Conservatori de les Illes Balears. Va viure durant un temps a Londres, Berlín i Tolouse —en aquesta darrera ciutat va formar part de la companyia artística francesa Plasticiens Volants. També va formar-se en estudis de la teràpia gestalt i l'acompanyament emocional.
La seva primera experiència televisiva significativa fou, després d'una breu aparició a El cor de la ciutat de TV3 (2002), amb la sèrie Leonart de TVE i, poc després, amb la sèrie de ficció balear Vallterra, emesa per IB3 Televisió (ambdues de 2005). Posteriorment adoptà un paper a la sèrie televisiva La Riera, de TV3, que va compaginar amb papers teatrals i escènics. Posteriorment va protagonitzar i coproduir la websèrie Les coses grans (2013) —guardonada la 63a edició del Premi Ondas a la millor ficció emesa per Internet i en els Festival Zoom d'Igualada— i va participar en la sèrie Les molèsties (2017).

## Filmografia
- El cor de la ciutat (TV3, 2002)[3]
- Leonart (TVE, 2005)[3]
- Vallterra (IB3, 2005)[1]
- La Riera (TV3, 2006)[4]
- Les coses grans (websèrie, 2013)[5]
- Les molèsties (websèrie, 2017)[6]

## Teatre
- Mort de dama, de Llorenç Villalonga i Pons; dir. Rafel Duran i Domenge (2009, Teatre Nacional de Catalunya)[7]
- El mercader de Venècia, de William Shakespeare; dir. Rafel Duran i Domenge (2012, Teatre Nacional de Catalunya)[8]